# Templo Hindú de Melilla
El Templo Hindú de Melilla de la ciudad española de Melilla se encuentra en la calle Padre Lerchundi. Fue uno de los templos visitados en la Ruta de los Templos de la ciudad, cuando se ubicaba en la Calle Castelar.

## Historia
Los primeros hindúes se instalaron en Ceuta a finales del siglo XIX. En 1948 se constituyó la Asociación de Comerciantes Hindúes, que fue una de las primeras asociaciones hindú de España. En 1997 el nombre de la organización se cambió por el de Comunidad Hindú de Melilla.
El templo se conoce en el hinduismo como mandir.